# ダールノキ・ミクローシュ・ベーラ
ダールノキ・ミクローシュ・ベーラ（Dálnoki Miklós Béla, 1890年6月11日 - 1948年11月21日）は、ハンガリーの軍人、政治家。最終階級は大将。

## 来歴

### ホルティ政権

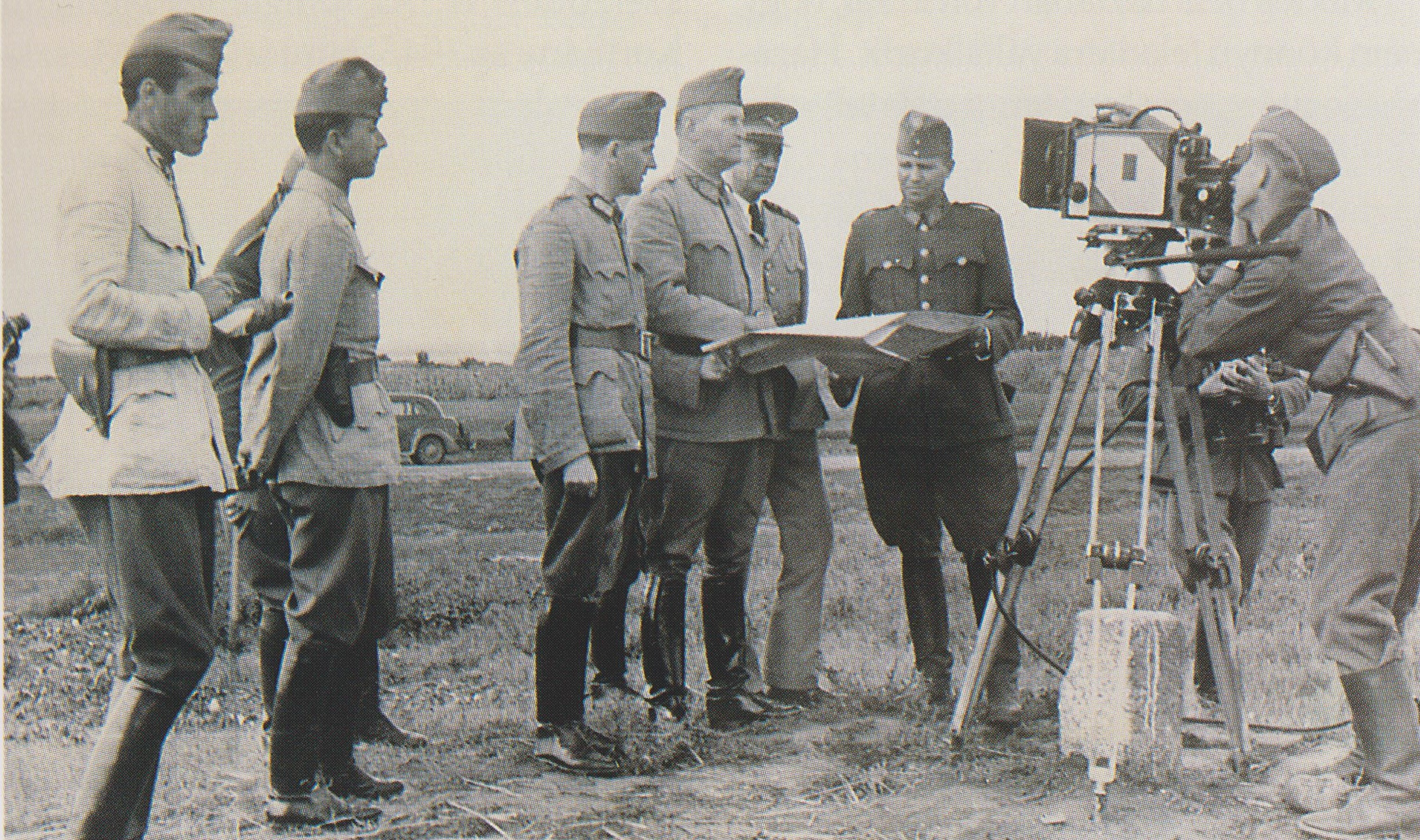
ドイツの従軍記者からの取材を受けるダールノキ（1941年）

1890年にダールノキ・ミクローシュ・グレゴリーの息子としてブダペストに生まれる。1907年にショプロンのコーシェグ士官学校を卒業し、1910年にルドヴィカ士官学校を卒業し、中尉として第一次世界大戦に従軍。戦後ハンガリー軍に入隊し、ショプロンの部隊に配属される。1920年に陸軍大学参謀育成コースを受講し、1921年からは国防省に配属される。1929年、ナイトの称号を授与され、1932年までホルティ・ミクローシュの次席副官兼摂政官房副長官、1932年から1933年まで参謀本部軍事情報部長、1933年から1936年まで駐ベルリン駐在武官を務めた。1936年から第7歩兵連隊、1938年から第1騎兵連隊、同年第2騎兵旅団を指揮した。
1940年10月、創設されたばかりであったハンガリー軍唯一の機動軍団の長となり、ユーゴスラビアで戦い、軍内で大きな人気を得た。1941年6月、ダールノキの軍団はソンバトヘイ・フェレンツのカルパチア集団の主力を構成した。軍団の編成下には、2個機械化旅団、2個騎兵旅団、2個独立自転車大隊（約2万5千人、旧式戦車160両）が存在した。同年11月末、軍団はハンガリーに帰国し、ダールノキは中将に昇進した。同年12月4日、騎士鉄十字勲章を授与された。
1942年2月から10月まで第9軍団長を務め、同年にホルティの副官兼官房長官に就任、1943年に大将に昇進した。1944年8月、第1軍司令官に任命され、東部戦線に投入された。ドニエストル及びセレト河岸で防御戦を行い、9月からカルパチア北東部で防御に就いた。

### 臨時政府首相

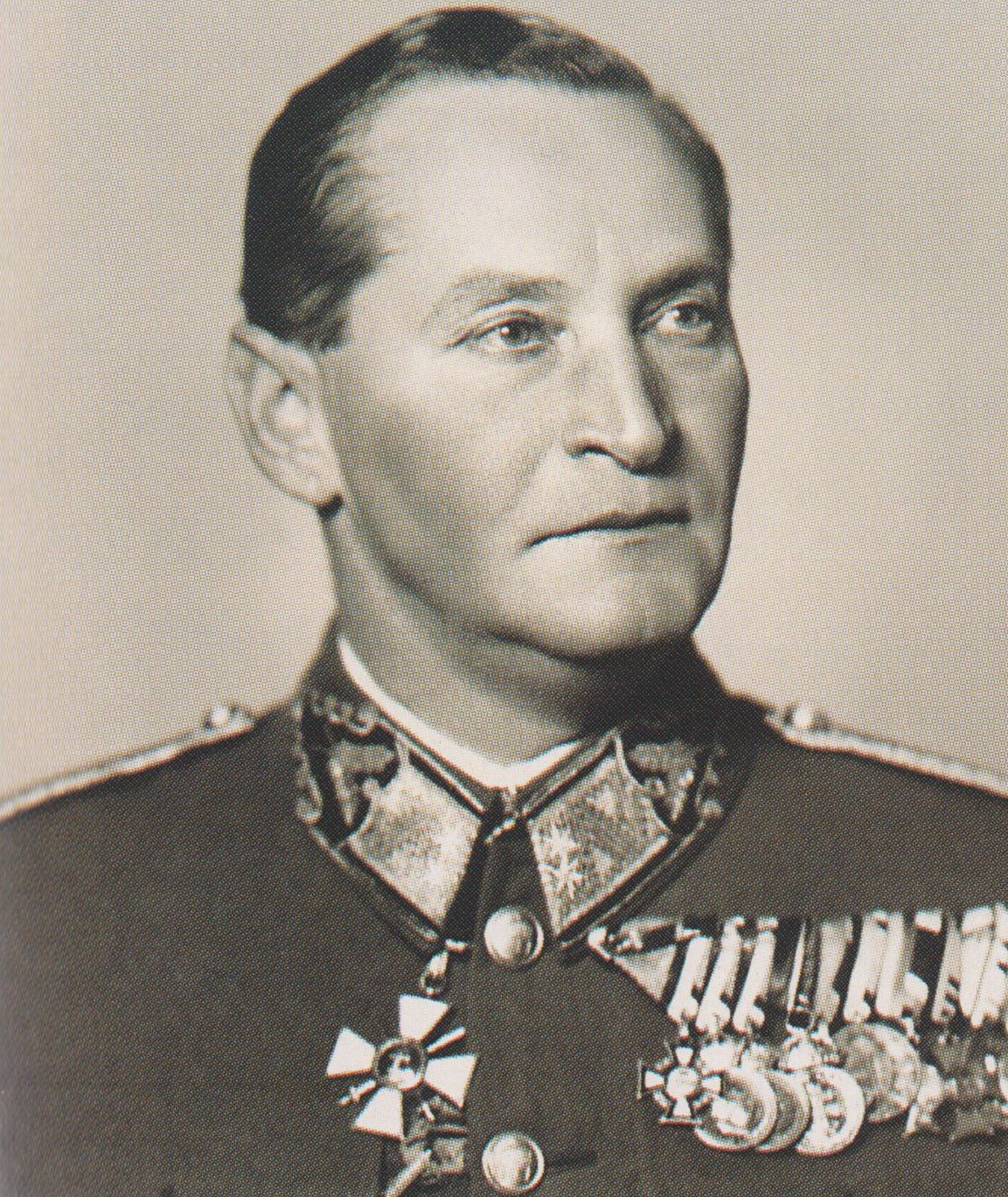
ダールノキ（1944年）

1944年10月15日、パンツァーファウスト作戦によってホルティ・ミクローシュが失脚すると、ダールノキは第2軍司令官ベレス・ラヨシュと共に戦闘を停止しようと試みたが失敗している。サーラシ・フェレンツ率いる矢十字党の国民統一政府が樹立されるとソ連側に寝返ろうとするが、第1軍を直接支配していたドイツ国防軍のゴットハルト・ハインリツィはこれを察し、ダールノキに出頭を命じた。すぐさまダールノキは副官と二人の兵士を連れて脱走し、ソ連軍に接触を求めた。ソ連軍は彼を司令部のあるポーランド南部のレスコにかくまった。
翌日17日朝、レスコを発ったダールノキは、ラジオにて第1軍の将兵に対し、ソ連への投降と反枢軸の隊列に加わるよう呼びかけた。多くの将兵が彼に従おうとしたが、ドイツ軍はダールノキ側につこうとした一人の連隊長を処刑した。これにより、ハンガリー将兵が転向する可能性は薄くなってしまった。数日後、ソ連軍の諜報員はダールノキに反政府組織の設立を持ちかけた。12月21日にデブレツェンで暫定国民議会が開催され、ハンガリー共産党、独立小農業者党、国家農民党、社会民主党、民主党から成る230議席の議会が成立した。翌22日にハンガリー臨時国民政府を樹立し、ダールノキが首相に選出され、臨時国民政府はソビエト連邦に承認された。ダールノキは矢十字党政権及びドイツ軍への協力者の逮捕・ソ連への引き渡し・財産没収を行い、1945年1月25日に人民裁判所を設置し、数十万人のハンガリー人が迫害を受けた。また、同年夏にはマリア・テレジア軍事勲章を廃止した。しかし、臨時国民政府はソ連の傀儡政権に過ぎなかったため、ハンガリー全土がソ連軍に占領され略奪行為や暴力行為が行われたことに対しては抗議出来ずにいた。11月4日に退陣し、ティルディ・ゾルターンと交代した。

### 晩年

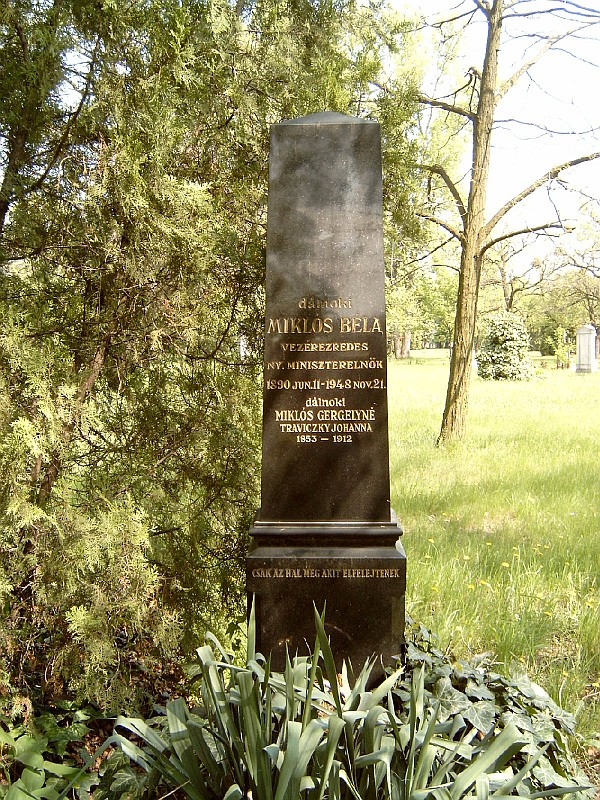
ダールノキの墓

戦後、1947年のハンガリー議会選挙に先駆けてハンガリー独立党に加入し代表者となったが、共産主義者たちによって失脚させられ、家族も迫害を受けるようになる。1948年11月21日にブダペストで死去するが、葬儀では軍人としての待遇はされなかった。ダールノキの死後、彼の息子は1956年にニュージーランドに移住した。